# Kitmanovói járás
A Kitmanovói járás (oroszul Кытмановский район) Oroszország egyik járása az Altaji határterületen. Székhelye Kitmanovo.

A Kitmanovói járás az Altaji határterületen

## Népesség
- 1989-ben 18 469 lakosa volt.
- 2002-ben 17 257 lakosa volt, melyből 15 602 orosz, 1 075 német, 152 ukrán, 98 örmény, 59 tatár, 31 csecsen, 29 sór, 22 fehérorosz stb.
- 2010-ben 13 896 lakosa volt.